# Clodión
Clodión (m. 448) fue un jefe de los francos salios, segundo rey de la dinastía Merovingia.
Tal vez hijo de Faramundo y hermano de Clénus, fue apodado el Cabelludo porque tenía mucho pelo o porque llevaba el pelo más largo que el de sus predecesores. 
Comenzaba a reinar cuando fue atacado por el general romano Aecio, quien al frente de un gran ejército lo derrotó y lo desposeyó de todas sus propiedades en la Galia. Clodión para vengarse de los romanos, cayó sobre la Turingia y se dedicó al pillaje, sorprendiendo un castillo denominado Disparg. Aecio marchó de nuevo contra él y después de volver a vencerlo, instauran la paz. Esta paz duró poco, ya que viendo Clodión que todas las villas de la fecunda Bélgica estaban sin defensa, conquistó el país hasta la proximidad del Somme. Pero no pudo conservar esta conquista, sorprendiéndolo Aecio cuando estaba celebrando la boda de un gran señor de su ejército. Perdió todo lo que había conquistado a este lado del Rin. Después de veinte años de reinado, murió hacia el año 448, según algunos, debido al dolor por la muerte de su primogénito, caído durante el asedio de Soissons. Se desconoce el nombre de la reina y el número de sus hijos.
Le sucedió en el trono Meroveo, posiblemente su hijo.